# Протокол про обмеження викидів окислів азоту або їх транскордонних потоків
Протоко́л про обме́ження ви́кидів о́кислів азо́ту або́ їх транскордо́нних пото́ків до Конве́нції про транскордо́нне забру́днення пові́тря на вели́кі ві́дстані — протоколом до Конвенції 1979 року про транскордонне забруднення повітря на великі відстані.
Відкритий для підписання 31 жовтня 1988 року та набув чинності 14 лютого 1991 року.
Передбачає контроль або скорочення викидів оксидів азоту та їх транскордонних потоків. 
Укладений у Софії, Болгарія.
Сторони (станом на лютий 2020 року): (36) Албанія , Австрія , Білорусь , Бельгія , Болгарія , Канада , Хорватія , Кіпр , Чехія , Данія , Естонія , Європейський Союз , Фінляндія , Франція , Німеччина , Греція , Угорщина , Ірландія , Італія , Ліхтенштейн , Литва , Люксембург ,Нідерланди , Північна Македонія , Норвегія , Польща , Росія , Словаччина , Словенія , Іспанія , Швеція , Швейцарія , Україна , Велика Британія , США .